# 투로요어
투로요어(ܛܘܪܝܐ, Turoyo)는 일부 아시리아인들이 사용하는 신아람어 방언의 일종으로, 전통적으로 튀르키예 동남부의 투르 아브딘(Tur Abdin) 지방과 시리아 북동부에 걸친 지역에서 사용되었다. 언어 이름은 "산"을 의미하는 ṭuro에서 유래하였는데 이것이 사용되는 지역의 특징을 나타낸 것이다. 이외에 "수라이트"(Surayt)나 "수리오요"(Suryoyo) 등 여러 이름이 있으며 모두 "시리아어"를 가리키는 말이다.
계통은 중앙 신아람어라는 분류에 속하는데, 가장 가까운 방언인 믈라흐소어(Mlaḥsô)는 1999년 마지막 모어 화자가 사망하며 사멸했다. 현존하는 언어 중에는 북동부 신아람어의 일종인 수레트어(아시리아 신아람어)가 가장 가깝다. 서부 신아람어와는 오랜 분리로 더 이상 서로 말이 통하지 않는다.

## 같이 보기
- 신아람어
- 시리아어